# うずら豆

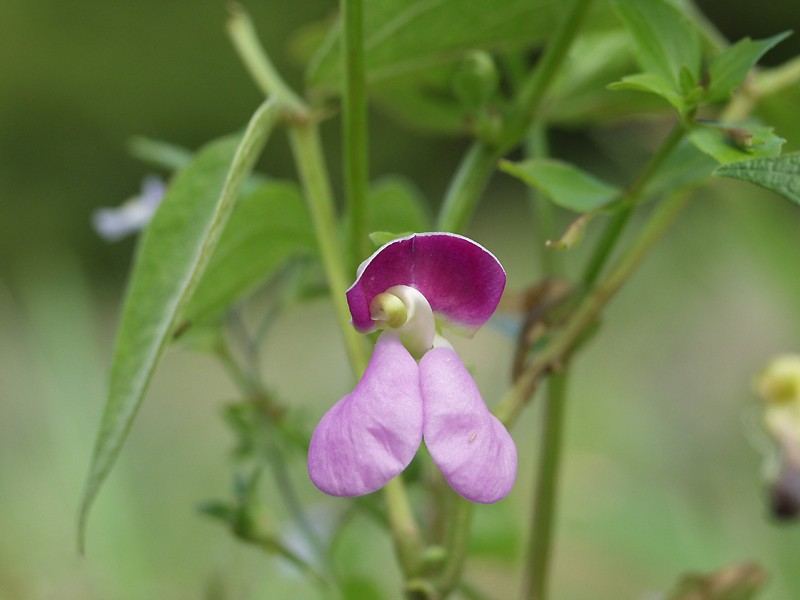
うずら豆の花

うずら豆（うずらまめ）は、種皮の表面の模様がウズラ（鶉）の卵に似たインゲンマメの一種。

## 特徴
インゲンマメは世界中に伝播するうちに様々な形や模様の種類が生まれ、その一つがうずら豆である。うずら豆は形状は円筒形で、表皮の文様は茶色がかった白色（淡褐色）の地に赤紫色の斑紋が入っていてウズラの卵に似ている。
インゲンマメの中では大粒かつ多収で福粒中長（ふくりゅうちゅうなが）や福うずらなどの品種がある。
煮豆や甘納豆に用いる。
福島県では若莢も成熟した種子も食べることができる親孝行な豆として「親孝行豆」と呼ぶ地域がある。